# 司空 (姓)
司空（しくう）は、漢姓の一つ。朝鮮・中国では珍しい二字姓である。

## 中国の姓
司空姓は、官名の司空に由来する。

### 著名な人物
- 司空馬 - 戦国時代末期の政治家。
- 司空曙 - 唐代の詩人
- 司空図 - 唐代の詩人

## 朝鮮の姓
司空（しくう、サゴン、朝: 사공）は、朝鮮人の姓の一つである。本貫は2個。2015年の国勢調査による韓国内での人口は4,476人。

### 著名な人物
- 司空壱 - 韓国の経済学者、元財務部長官。
- 司空永振（朝鮮語版） - 韓国の法曹。

### 氏族
| 氏族（地域） | 創始者 | 人数（2015年） | 備考       |
| ------------ | ------ | -------------- | ---------- |
| 軍成司空氏   |        | 5              |            |
| 軍威司空氏   |        | 1,574          |            |
| 軍義司空氏   |        | 35             |            |
| 昭陵司空氏   |        | 20             |            |
| 平海司空氏   |        | 5              |            |
| 会寧司空氏   |        | 10             | 회녕사공씨 |
| 会寧司空氏   |        | 7              | 회령사공씨 |
| 孝今司空氏   |        | 10             |            |
| 孝令司空氏   | 司空図 | 13             | 효녕사공씨 |
| 孝令司空氏   | 司空図 | 2,723          | 효령사공씨 |
| 孝令司空氏   | 司空図 | 44             | 효영사공씨 |